# Transformation thématique
En musique, une transformation thématique (ou métamorphose thématique, ou encore développement thématique) est une technique qui développe un thème ou un leitmotiv en utilisant plusieurs méthodes (transposition, modulation, renversement, etc).
Développée principalement par Franz Liszt et son ami Hector Berlioz, cette technique utilise les variations : un thème de base est repris tout au long d'une œuvre mais apparaissant chaque fois sous une forme nouvellement déguisée. Toutefois, chaque transformation du thème doit suivre l'idée de l'« unité dans la diversité » qui joue un rôle clé dans la forme sonate classique. La transformation thématique permet d'adapter les phrases dramatiques et les mélodies hautement colorées des compositeurs romantiques. Ainsi, la transformation thématique est similaire à la variation excepté le fait qu'un thème transformé poursuit son propre chemin et n'est plus une réplique du thème original.

## Histoire
Liszt n'a pas été le premier compositeur à utiliser la transformation thématique. Ludwig van Beethoven l'avait déjà utilisée dans ses cinquième et neuvième symphonies (dans cette dernière le thème de l'Ode à la joie se trouve à un moment transformé en marche turque avec cymbales et tambours). Franz Schubert l'a aussi utilisée pour lier les quatre mouvements de sa Fantaisie Wanderer, une œuvre qui a beaucoup influencé Liszt.
Cependant, Liszt a perfectionné et utilisé la métamorphose thématique pour créer des structures de toutes pièces.